# 20 quilòmetres marxa
Els 20 quilòmetres marxa són una prova d'atletisme, de la modalitat de marxa. Actualment es disputen tant a la categoria masculina com a la femenina. Es tracta, a més a més, de la cursa de marxa més llarga en competicions femenines.

## Característiques
Els 20 km marxa són una prova disputada en ruta i únicament a les competicions a l'aire lliure. El format de competició consisteix a marxar directament a la final, sense eliminatòries prèvies.
Als Jocs Olímpics són presents en categoria masculina des de Melbourne 1956 i en femenina des de Sydney 2000 quan va substituir els 10 km marxa. Als Campionats del Món han estat des de la primera edició per als homes i des de Sevilla 1999 per a les dones, igualment en el lloc dels 10 km.

## Rècords
(actualitzat a 10-02-2024)
| Rècord            | Categoria | Marca    | Atleta                 | País            | Lloc       | Data       |
| ----------------- | --------- | -------- | ---------------------- | --------------- | ---------- | ---------- |
| Món               | Homes     | 1h16'36" | Yusuke Suzuki          | Japó            | Nomi       | 15-03-2015 |
| Món               | Dones     | 1h23'49" | Jiayu Yang             | R.P. de la Xina | Huangshan  | 20-03-2021 |
| Olímpic           | Homes     | 1h18'46" | Ding Chen              | R.P. de la Xina | Londres    | 04-08-2012 |
| Olímpic           | Dones     | 1h25'16" | Shijie Qieyang         | R.P. de la Xina | Londres    | 11-08-2012 |
| Campionat del Món | Homes     | 1h17'21" | Jefferson Pérez        | Equador         | París      | 23-08-2003 |
| Campionat del Món | Dones     | 1h25'41" | Olimpiada Ivanova      | Rússia          | Hèlsinki   | 07-08-2005 |
| Europa            | Homes     | 1h17'02" | Yohann Diniz           | França          | Arles      | 08-03-2015 |
| Europa            | Dones     | 1h25'08" | Vera Sokolova          | Rússia          | Sotxi      | 26-02-2011 |
| Amèrica           | Homes     | 1h17'21" | Jefferson Pérez        | Equador         | París      | 23-08-2003 |
| Amèrica           | Dones     | 1h25'29" | Glenda Morejón         | Equador         | La Corunya | 08-06-2019 |
| Àfrica            | Homes     | 1h18'23" | Samuel Kireri Gathimba | Kenya           | Nairobi    | 18-06-2021 |
| Àfrica            | Dones     | 1h30'40" | Grace Wanjiru Njue     | Kenya           | Nairobi    | 06-06-2018 |
| Àsia              | Homes     | 1h16'36" | Yusuke Suzuki          | Japó            | Nomi       | 15-03-2015 |
| Àsia              | Dones     | 1h23'49" | Jiayu Yang             | R.P. de la Xina | Huangshan  | 20-03-2021 |
| Oceania           | Homes     | 1h17'33" | Nathan Deakes          | Austràlia       | Cixi       | 23-04-2005 |
| Oceania           | Dones     | 1h27'16" | Jemima Montag          | Austràlia       | Budapest   | 20-08-2023 |

### Atletes amb millors marques mundials

#### Categoria masculina
(actualitzat a 10-02-2024)
| Ranking | Marca    | Atleta                     | Federació       | Data       | Lloc      | Ref.  |
| ------- | -------- | -------------------------- | --------------- | ---------- | --------- | ----- |
| 1.      | 1h16'36" | Yusuke Suzuki              | Japó            | 15-03-2015 | Nomi      | [ 4 ] |
| 2.      | 1h16'43" | Sergei Morozov             | Rússia          | 08-06-2008 | Saransk   |       |
| 3.      | 1h16'54" | Kaihua Wang                | R.P. de la Xina | 20-03-2021 | Huangshan | [ 5 ] |
| 4.      | 1h17'02" | Yohann Diniz               | França          | 08-03-2015 | Arles     | [ 6 ] |
| 5.      | 1h17'15" | Toshikazu Yamanishi        | Japó            | 17-03-2019 | Nomi      |       |
| 6.      | 1h17'16" | Vladimir Kanaikin          | Rússia          | 29-09-2007 | Saransk   |       |
| 7.      | 1h17'21" | Jefferson Pérez            | Equador         | 23-08-2003 | París     |       |
| 8.      | 1h17'22" | Francisco Javier Fernández | Espanya         | 28-04-2002 | Turku     |       |
| 9.      | 1h17'23" | Vladimir Stankin           | Rússia          | 08-02-2004 | Adler     |       |
| 10.     | 1h17'24" | Masatora Kawano            | Japó            | 17-03-2019 | Nomi      |       |

#### Categoria femenina
(actualitzat a 10-02-2024)
| Ranking | Marca    | Atleta             | Federació       | Data       | Lloc      | Ref.  |
| ------- | -------- | ------------------ | --------------- | ---------- | --------- | ----- |
| 1.      | 1h23'49" | Jiayu Yang         | R.P. de la Xina | 20-03-2021 | Huangshan | [ 8 ] |
| 2.      | 1h24'27" | Hong Liu           | R.P. de la Xina | 20-03-2021 | Huangshan |       |
| 3.      | 1h24'45" | Shijie Qieyang     | R.P. de la Xina | 20-03-2021 | Huangshan |       |
| 4.      | 1h24'47" | Elmira Alembekova  | Rússia          | 27-02-2015 | Sotxi     |       |
| 5.      | 1h24'50" | Olimpiada Ivanova  | Rússia          | 04-03-2001 | Sotxi     |       |
| 6.      | 1h24'56" | Olga Kaniskina     | Rússia          | 28-02-2009 | Adler     |       |
| 7.      | 1h25'03" | Marina Novikova    | Rússia          | 27-02-2015 | Sotxi     |       |
| 8.      | 1h25'04" | Svetlana Vasilyeva | Rússia          | 27-02-2015 | Sotxi     |       |
| 9.      | 1h25'08" | Vera Sokolova      | Rússia          | 26-02-2011 | Sotxi     |       |
| 10.     | 1h25'11" | Anisia Kirdiapkina | Rússia          | 20-02-2010 | Sotxi     |       |

## Campions olímpics

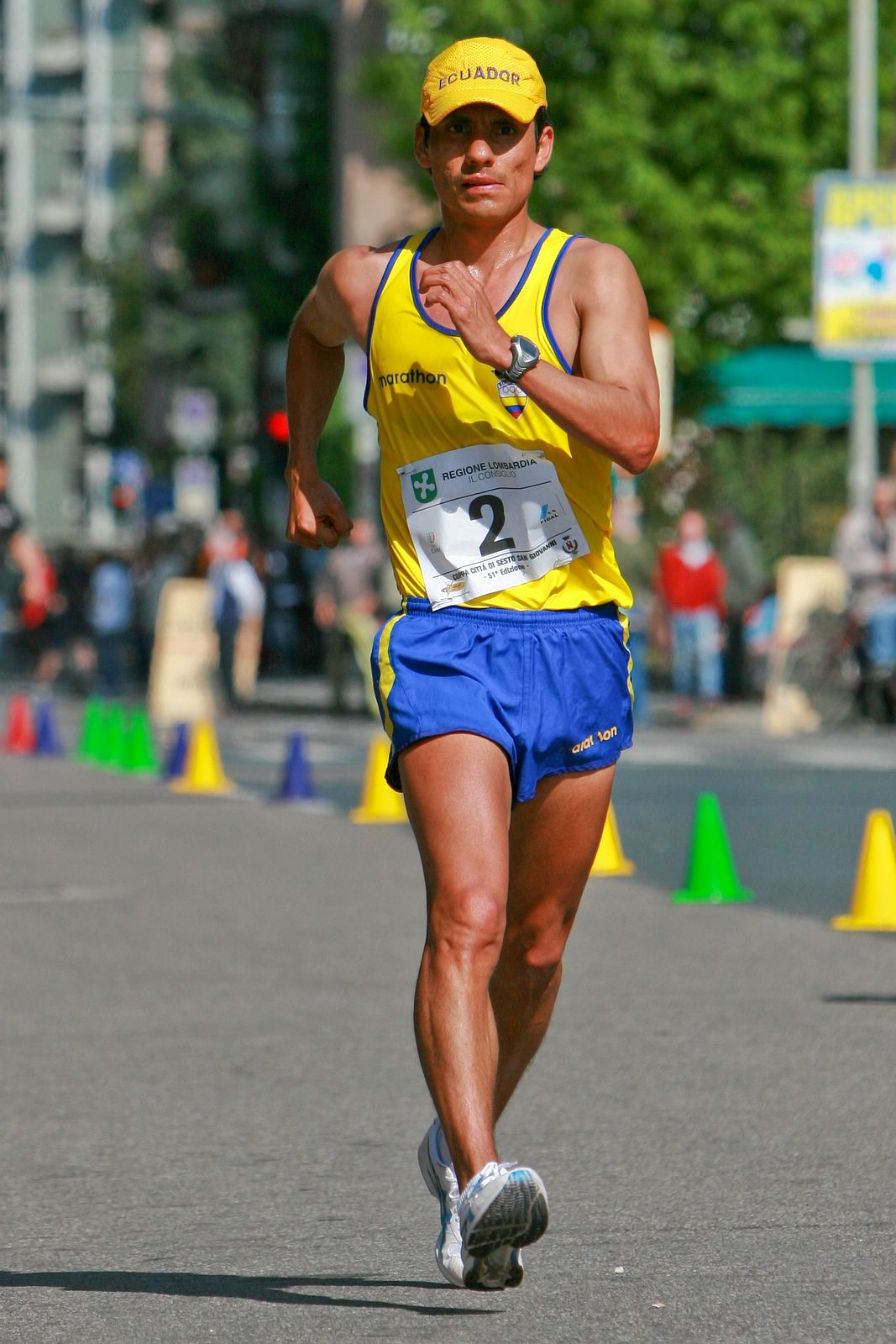
El marxador equatorià Jefferson Pérez és l'esportista més destacat de la història del seu país. Ha guanyat dues medalles olímpiques (una d'or) i quatre als mundials (tres d'or) als 20 km marxa.

| Jocs            | Any  |       | Atleta               | Federació       | Marca    |
| --------------- | ---- | ----- | -------------------- | --------------- | -------- |
| Melbourne       | 1956 | Homes | Leonid Spirin        | Unió Soviètica  | 1h31'27" |
| Melbourne       | 1956 | Dones | No es disputaren     |                 |          |
| Roma            | 1960 | Homes | Volodímir Holubnitxi | Unió Soviètica  | 1h34'07" |
| Roma            | 1960 | Dones | No es disputaren     |                 |          |
| Tòquio          | 1964 | Homes | Kenneth Matthews     | Regne Unit      | 1h29'34" |
| Tòquio          | 1964 | Dones | No es disputaren     |                 |          |
| Ciutat de Mèxic | 1968 | Homes | Volodímir Holubnitxi | Unió Soviètica  | 1h33'58" |
| Ciutat de Mèxic | 1968 | Dones | No es disputaren     |                 |          |
| Múnic           | 1972 | Homes | Peter Frenkel        | RDA             | 1h26'42" |
| Múnic           | 1972 | Dones | No es disputaren     |                 |          |
| Mont-real       | 1976 | Homes | Daniel Bautista      | Mèxic           | 1h24'40" |
| Mont-real       | 1976 | Dones | No es disputaren     |                 |          |
| Moscou          | 1980 | Homes | Maurizio Damilano    | Itàlia          | 1h23'35" |
| Moscou          | 1980 | Dones | No es disputaren     |                 |          |
| Los Angeles     | 1984 | Homes | Ernesto Canto        | Mèxic           | 1h23'13" |
| Los Angeles     | 1984 | Dones | No es disputaren     |                 |          |
| Seül            | 1988 | Homes | Jozef Pribilinec     | Txecoslovàquia  | 1h19'57" |
| Seül            | 1988 | Dones | No es disputaren     |                 |          |
| Barcelona       | 1992 | Homes | Daniel Plaza         | Espanya         | 1h21'45" |
| Barcelona       | 1992 | Dones | No es disputaren     |                 |          |
| Atlanta         | 1996 | Homes | Jefferson Pérez      | Equador         | 1h20'07" |
| Atlanta         | 1996 | Dones | No es disputaren     |                 |          |
| Sydney          | 2000 | Homes | Robert Korzeniowski  | Polònia         | 1h18'59" |
| Sydney          | 2000 | Dones | Wang Liping          | R.P. de la Xina | 1h29'05" |
| Atenes          | 2004 | Homes | Ivano Brugnetti      | Itàlia          | 1h19'40" |
| Atenes          | 2004 | Dones | Athanasia Tsoumeleka | Grècia          | 1h29'12" |
| Beijing         | 2008 | Homes | Valeri Bortxin       | Rússia          | 1h19'01" |
| Beijing         | 2008 | Dones | Olga Kaniskina       | Rússia          | 1h26'31" |
| Londres         | 2012 | Homes | Chen Ding            | R.P. de la Xina | 1h18'46" |
| Londres         | 2012 | Dones | Qieyang Shijie       | R.P. de la Xina | 1h25'16" |
| Rio de Janeiro  | 2016 | Homes | Wang Zhen            | R.P. de la Xina | 1h19'14" |
| Rio de Janeiro  | 2016 | Dones | Liu Hong             | R.P. de la Xina | 1h28'35" |
| Tòquio          | 2020 | Homes | Massimo Stano        | Itàlia          | 1h21'05" |
| Tòquio          | 2020 | Dones | Antonella Palmisano  | Itàlia          | 1h29'12" |
| París           | 2024 | Homes |                      |                 |          |
| París           | 2024 | Dones |                      |                 |          |

## Campions mundials

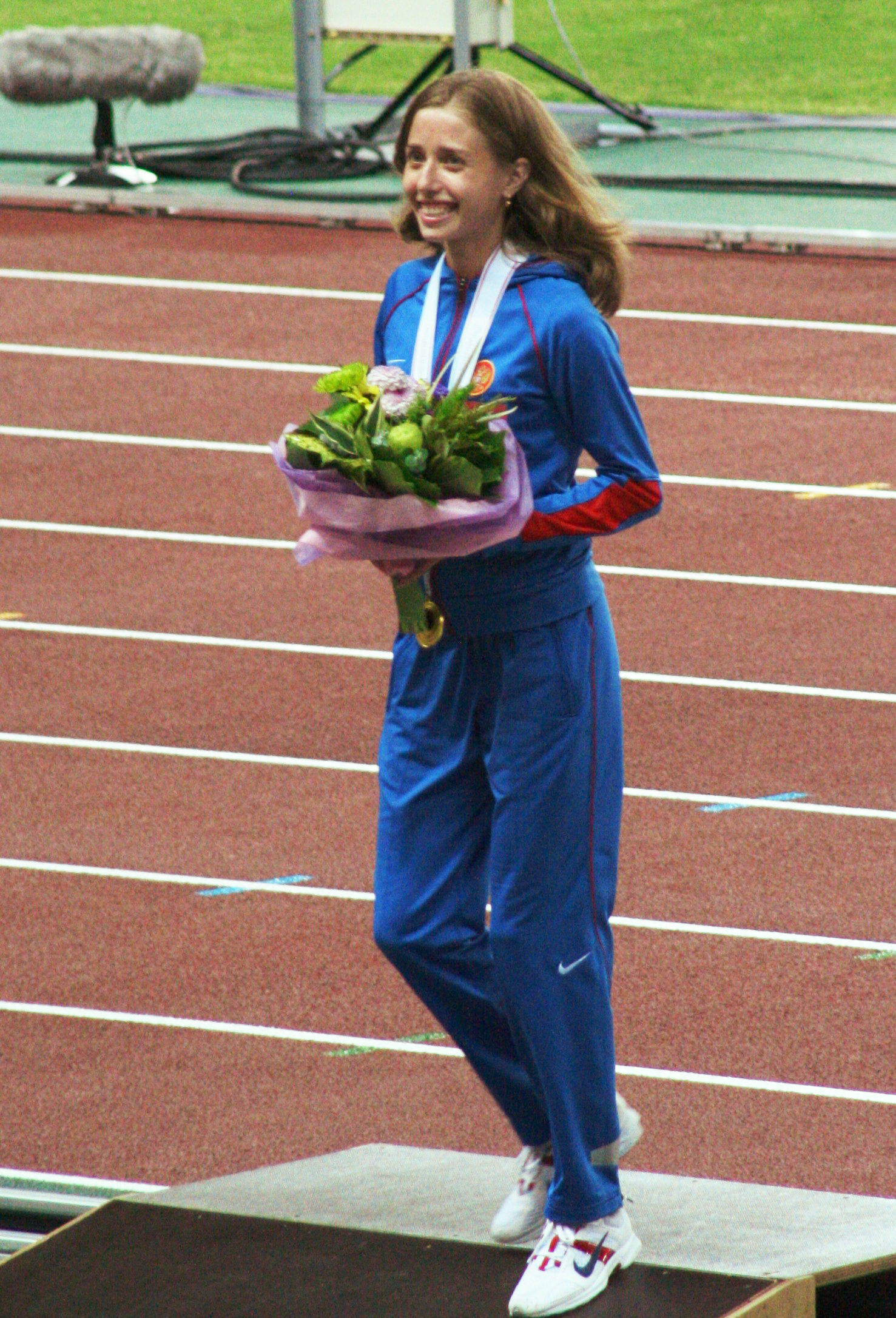
Olga Kaniskina va començar el seu domini als 20 km marxa amb la medalla d'or als mundials d'Osaka 2007.

| Seu       | Any  |       | Atleta              | Federació       | Marca    |
| --------- | ---- | ----- | ------------------- | --------------- | -------- |
| Hèlsinki  | 1983 | Homes | Ernesto Canto       | Mèxic           | 1h20'49" |
| Hèlsinki  | 1983 | Dones | No es disputaren    |                 |          |
| Roma      | 1987 | Homes | Maurizio Damilano   | Itàlia          | 1h20'45" |
| Roma      | 1987 | Dones | No es disputaren    |                 |          |
| Tòquio    | 1991 | Homes | Maurizio Damilano   | Itàlia          | 1h19'37" |
| Tòquio    | 1991 | Dones | No es disputaren    |                 |          |
| Stuttgart | 1993 | Homes | Valentí Massana     | Espanya         | 1h22'31" |
| Stuttgart | 1993 | Dones | No es disputaren    |                 |          |
| Göteborg  | 1995 | Homes | Michele Didoni      | Itàlia          | 1h19'59" |
| Göteborg  | 1995 | Dones | No es disputaren    |                 |          |
| Atenes    | 1997 | Homes | Daniel García       | Mèxic           | 1h21'43" |
| Atenes    | 1997 | Dones | No es disputaren    |                 |          |
| Sevilla   | 1999 | Homes | Ilia Markov         | Rússia          | 1h23'34" |
| Sevilla   | 1999 | Dones | Liu Hongyu          | R.P. de la Xina | 1h30'50" |
| Edmonton  | 2001 | Homes | Roman Rasskazov     | Rússia          | 1h20'30" |
| Edmonton  | 2001 | Dones | Olimpiada Ivanova   | Rússia          | 1h27'48" |
| París     | 2003 | Homes | Jefferson Pérez     | Equador         | 1h17'21" |
| París     | 2003 | Dones | Ielena Nikolaieva   | Rússia          | 1h26'52" |
| Hèlsinki  | 2005 | Homes | Jefferson Pérez     | Equador         | 1h18'35" |
| Hèlsinki  | 2005 | Dones | Olimpiada Ivanova   | Rússia          | 1h25'41" |
| Osaka     | 2007 | Homes | Jefferson Pérez     | Equador         | 1h22'20" |
| Osaka     | 2007 | Dones | Olga Kaniskina      | Rússia          | 1h30'09" |
| Berlín    | 2009 | Homes | Valeri Bortxin      | Rússia          | 1h18'41" |
| Berlín    | 2009 | Dones | Olga Kaniskina      | Rússia          | 1h28'09" |
| Daegu     | 2011 | Homes | Luís Fernando López | Colòmbia        | 1h20'38" |
| Daegu     | 2011 | Dones | Liu Hong            | R.P. de la Xina | 1h30'00" |
| Moscou    | 2013 | Homes | Chen Ding           | R.P. de la Xina | 1h20'58" |
| Moscou    | 2013 | Dones | Liu Hong            | R.P. de la Xina | 1h28'10" |
| Pequín    | 2015 | Homes | Miguel Ángel López  | Espanya         | 1h19'14" |
| Pequín    | 2015 | Dones | Liu Hong            | R.P. de la Xina | 1h27'45" |
| Londres   | 2017 | Homes | Éider Arévalo       | Colòmbia        | 1h18'53" |
| Londres   | 2017 | Dones | Yang Jiayu          | R.P. de la Xina | 1h26'18" |
| Doha      | 2019 | Homes | Toshikazu Yamanishi | Japó            | 1h26'34" |
| Doha      | 2019 | Dones | Liu Hong            | R.P. de la Xina | 1h32'53" |
| Eugene    | 2022 | Homes | Toshikazu Yamanishi | Japó            | 1h19'07" |
| Eugene    | 2022 | Dones | Kimberly García     | Perú            | 1h26'59" |
| Budapest  | 2023 | Homes | Álvaro Martín       | Espanya         | 1h17'32" |
| Budapest  | 2023 | Dones | María Pérez         | Espanya         | 1h26'51" |